# Międzynarodowy Festiwal „Hajnowskie Dni Muzyki Cerkiewnej”
Międzynarodowy Festiwal „Hajnowskie Dni Muzyki Cerkiewnej” – festiwal muzyki cerkiewnej będący kontynuacją zapoczątkowanego w 1982 roku festiwalu muzyki cerkiewnej o pierwotnej nazwie „Dni Muzyki Cerkiewnej”. 
Festiwal najczęściej odbywa się w maju. Przesłuchania konkursowe przeprowadzane są w soborze Świętej Trójcy w Hajnówce. Do trwających przez tydzień przesłuchań każdego roku przystępują wykonawcy z około czterdziestu chórów krajowych i zagranicznych (chóry zarówno amatorskie, jak i zawodowe).

## Laureaci Grand Prix
- 2002 – Młodzieżowy Muzyczno-Chóralne Studio Pałacu Twórczości Dziecięcej – Wielikij Nowgorod (Rosja) pod kierownictwem Jurija Nikiforowa.
- 2003 – Państwowy Chór Republiki Białorusi im. G. Citowicza z Mińska  (Białoruś).
- 2004 – Państwowy Chór Republiki Białorusi im. Szyrmy – Mińsk (Białoruś)
- 2005 – nie przyznano
- 2006 – Państwowy Chór Kameralny Republiki Białorusi z Mińska – Białoruś
- 2007 – Chór Państwowego Kolegium Sztuk z Homla na Białorusi
- 2008 – nie przyznano
- 2009 –  Chór Towarzystwa Śpiewaczego „Branko” z Niszu w Serbii
- 2010 – Chór Dziecięco-Młodzieżowy Soboru Przemienienia Pańskiego w Winnicy[3]
- 2011  – Chór im. Wiaczesława Pałkina Filharmonii Charkowskiej[4]
- 2012  – nie przyznano[5]
- 2013  – Chór Studentów Moskiewskiego Konserwatorium Narodowego im. P. Czajkowskiego[6]
- 2014  – Chór Konserwatorium Muzycznego w Kazaniu[7]

## Organizatorzy
Społeczny Komitet Organizacyjny  oraz  Stowarzyszenie „Miłośnicy Muzyki Cerkiewnej". Sprawami merytorycznymi zajmuje się Rada Programowo-Artystyczna na czele z ks. mitratem Michałem Niegierewiczem - dyrektorem festiwalu. Pracami organizacyjnymi zajmuje się społecznie Stowarzyszenie i wyłonione z jego członków Biuro Organizacyjne.